# Восточнохантыйский язык
Восточнохантыйский язык (кантыкский язык) —  идиом хантыйского языка.

## Лингвогеография
Язык распространен в Сургутском и Нижневартовском районах Ханты-Мансийского автономного округа, Уватском районе Тюменской области и Александровском и Каргасокском районах Томской области.
По классификации В. Штейница, группа состоит из вахско-васюганского и сургутского диалектов. Н. И. Терёшкин разделяет группу на салымский диалект, распадающийся на верхнесалымский и нижнесалымский говоры, сургутский диалект с аганским, тромъеганским, пимским, верхнеюганским (тайлаковским) и усть-юганским говорами, ваховский диалект, состоящий из верхневаховского, каргасокского и усть-ваховского говоров, а также васюганский диалект с александровским и собственно-васюганским говорами.

## Лингвистическая характеристика
Консонантизм языка представлен 21 звуком, вокализм насчитывает 13 (по другим данным до 21) звуков. Характерен закон сингармонизма. Вместо звука [х], традиционного для других хантыйских языков, в начале слов представлен звук [к] (сев. «хот», южн. «хат», вост. «кат», рус. «дом»).
Относится к языкам агглютинативно-постфигирующего типа. Помимо типичных агглютинативных формантов, встречаются элементы флексии. Кроме единственного и множественного чисел, существует двойственное число. В языке представлены превербы. Характерными чертами являются наличие от двух до четырёх форм прошедшего времени, а также особый творительный падеж. В диалектах выделяются от 8 до 11 падежей.
Основу лексики составляет уральский и финно-угорский пласт. Встречаются заимствования из ненецкого, татарского, русского и коми-зырянского языков. Многие русизмы являются адаптированными.

## Функционирование языка
Язык используется в бытовом общении и в семье, и в обществе. Изучается на уроках родного языка в школах. Существует ряд учебно-методических пособий на сургутском и ваховском диалектах. Также на этих идиомах публикуются статьи в газете «Xанты ясанг». На сургутском диалекте создаёт свои повести писатель Е. Д. Айпин.